# La Balsa, Omealca
La Balsa är en ort i Mexiko.   Den ligger i kommunen Omealca och delstaten Veracruz, i den sydöstra delen av landet, 280 km öster om huvudstaden Mexico City. La Balsa ligger 217 meter över havet och antalet invånare är 300.
Terrängen runt La Balsa är platt, och sluttar brant österut. Runt La Balsa är det ganska tätbefolkat, med 70 invånare per kvadratkilometer. Närmaste större samhälle är Cuitláhuac, 17,5 km nordväst om La Balsa. Trakten runt La Balsa består till största delen av jordbruksmark.